# سمية الحيدري
سمية الحيدري (بالفارسية:  سمیه حیدری) رياضية إيرانية مختصة للمصارعة اليابانية(Jujitsu)،والتي اكتسبت ميدالية البرونز في سباقات كوراش العالمية سنة 2014. هي تكون أول امرأة إيرانية نجحت بكسب الميدالية العالمية. هي أيضاً فازت بكسب ميدالية الفضية في مباراة الآسياوية في السنة نفسها. هي ارتقت منصة التتويج بحجاب الشادور.